# Walancina Bahatyrowa
Walancina Wasiljeuna Bahatyrowa (biał. Валянціна Васільеўна Багатырова, ur. 29 maja 1976 w Wirauli w rejonie horodeckim) – białoruska ekonomistka, profesor, rektor Witebskiego Uniwersytetu Państwowego im. Piotra Maszeraua.

## Życiorys
Ukończyła 10. Liceum Ogólnokształcące w Połocku, a w 1997 (z wyróżnieniem) studia na Wydziale Rachunkowości, Analizy i Audytu na Państwowym Uniwersytecie w Połocku. Blisko współpracowała z profesorem Ernstem Babienką. Kierowała Wydziałem Finansów na tej uczelni. W tym czasie była kandydatką nauk, a doktoryzowała się w 2001 (praca "Rozwój rachunkowości kształtowania się wyników finansowych w przedsiębiorstwach przemysłowych Republiki Białorusi"). W 2004 została profesorem nadzwyczajnym, a w 2006 otrzymała Stypendium Prezydenta Republiki Białorusi za znaczący wkład w rozwój nauk ekonomicznych. W 2014 została doktorem nauk (praca "Finansowe zarządzanie reprodukcją kapitału ludzkiego: teoria, metodologia, modelowanie"), a w 2016 profesorem. W latach 1997–2001 odbyła studia podyplomowe na Białoruskim Państwowym Uniwersytecie Ekonomicznym na kierunku Rachunkowość i Statystyka. W 2017 została prorektorem Uniwersytetu w Witebsku, w 2018 - pierwszym prorektorem, a 30 stycznia 2020 - rektorem tej uczelni.
Opublikowała około sto prac naukowych i dydaktyczno-metodycznych, w tym 10 monografii, z których trzy zostały opublikowane poza granicami Białorusi. Jej artykuły były publikowane w czasopismach na Białorusi, w Rosji, na Litwie, w Kazachstanie, na Ukrainie oraz w Polsce. Wyniki jej badań dotyczące kapitału ludzkiego zostały wykorzystane w praktyce na Białorusi.
Otrzymała tytuł „Kobieta Roku 2017” w kategorii „Kobieta w nauce”. Otrzymała tytuł honorowego profesora na Międzynarodowym Uniwersytecie Kirgistanu.

## Zainteresowania naukowe
Specjalizuje się w finansach, przepływach pieniężnych, działalności kredytowej, rachunkowości i statystyce.

## Rodzina
Ma córkę Miłanę (ur. 2003).